# پارادورائلا
پارادورائلا (به لاتین: Paladoraella) یک منطقهٔ مسکونی در سری‌لانکا است که در استان مرکزی (سری‌لانکا) واقع شده‌است.